# 中国人民政治协商会议第十三届全国委员会常务委员会
中国人民政治协商会议第十三届全国委员会常务委员会（简称政协第十三届全国委员会常务委员会或全国政协十三届常委会）始有组成人员325人，其中全国委员会主席、副主席、秘书长25人，常务委员300人，均由第十三届全国委员会第一次会议第四次全体会议选出，任期五年，由2018年3月至2023年3月。

## 组成人员
全国委员会主席
汪洋 （中共中央政治局常委、全国政协党组书记）
全国委员会副主席
1. 张庆黎（中共中央委员、全国政协党组副书记）
2. 刘奇葆（中共中央委员、全国政协党组成员）
3. 帕巴拉·格列朗杰（藏族，中国佛教协会名誉会长，西藏自治区政协主席）
4. 董建華
5. 万钢（致公党中央主席，中国科学技术协会主席）
6. 何厚鏵
7. 卢展工（中共中央委员、全国政协党组成员）
8. 王正伟（回族，中共中央委员、全国政协党组成员）
9. 马飚（壮族，中共中央委员、全国政协党组成员）
10. 陈晓光（民盟中央常务副主席）
11. 梁振英
12. 夏宝龙（中共全国政协党组成员，全国政协秘书长、机关党组书记，国务院港澳事务办公室主任、党组书记）
13. 杨传堂（中共全国政协党组成员，交通运输部党组书记）
14. 李斌（女，中共中央委员、全国政协秘书长，中共全国政协党组成员、机关党组书记）
15. 巴特尔（蒙古族，中共中央委员，中共全国政协党组成员，国家民族事务委员会主任、党组书记，中央统战部副部长）
16. 汪永清（中共中央委员、全国政协党组成员）
17. 何立峰（中国共产党中央政治局委员中共中央委员、全国政协党组成员，国家发展和改革委员会主任、党组书记）
18. 苏辉（女，台盟中央主席）
19. 郑建邦（民革中央常务副主席，宋庆龄基金会副主席）
20. 辜胜阻（民建中央常务副主席）
21. 刘新成（民进中央常务副主席）
22. 何维（农工党中央常务副主席）
23. 邵鸿（九三学社中央常务副主席）
24. 高云龙（中华全国工商业联合会主席、中国民间商会会长）

全国委员会秘书长
夏宝龙（至2020年5月）（副主席兼；全国政协机关党组书记）
李斌（自2020年5月）（副主席兼；全国政协机关党组书记）
全国委员会常务委员（按姓名笔划为序）
于广洲、于文明、于革胜、万建民、马正其、马有礼、马志伟（满族）、马英林、马敖·赛依提哈木扎（哈萨克族）、王红（女，满族）、王辰、王侠（女）、王绚（女）、王健、王锐、王路、王天戈、王少军、王正荣、王光谦、王伟光、王会生、王寿君、王作安、王林旭、王昌顺、王学典、王梅祥、王儒林、支建华、支树平、牛汝极、户思社、尹蔚民、甘霖（女）、石碧、石爱中、卢纯、卢柯、卢晓光（满族）、叶青、叶小钢、田惠光（女）、白庚胜（纳西族）、印红（女）、冯巩、兰云升、宁高宁、边发吉、达久木甲（彝族）、毕京京、曲凤宏、吕忠梅（女）、朱小丹、朱永新、全哲洙（朝鲜族）、刘伟（北京）、刘旭、刘恒、刘长乐、刘东生、刘卓明、刘忠范、刘晓庄、刘家强、刘新乐（蒙古族）、刘福连、刘慕仁、齐成喜、闫小培（女）、宇如聪、许仲梓、许京军、许荣茂、许健康、许家印、孙谦、孙东生、孙志军、孙思敬、杜卫、李卫、李伟、李谠（女）、李少平、李世杰、李龙熙（朝鲜族）、李冬玉（女）、李光富、李华栋、李卓彬、李和平、李金早（2020年8月免职）、李朋德、李泽钜、李保东、李前光（蒙古族）、李晓安、李晓峰、李家杰、李惠东（回族）、李智勇、李稻葵、杨卫、杨健（台盟界）、杨雄（2021年4月逝世）、杨发明（回族）、杨伟民、杨明生、杨保建（白族）、杨维刚、杨福生（哈尼族）、连介德、吴刚（民盟界）、吴刚（特邀界）、吴晶（女）、吴为山、吴伟仁、吴志明（中共界）、吴良好、吴国华（女）、吴国祯、吴昌德、吴晓青（满族）、何力（民盟界）、何志敏、何报翔、何柱国、余国春、谷振春、沈中阳（2020年5月免职）、沈德咏（2022年6月免职）、宋海（满族）、宋大涵、宋纪蓉（女）、张帆、张茅、张杰、张勇、张勤、张大方、张少康、张亚忠、张兴凯、张守志、张来斌、张连起、张雨东、张泽熙、张宝顺、张桃林、张恩迪、张海迪（女）、张雪樵、张道宏、张裔炯、张震宇、陆桂华、陆福恩、阿地里江·阿吉克力木（维吾尔族）、阿沛·晋源（藏族）、陈放（2021年9月辞职）、陈雷、陈群、陈旗、陈世炬、陈冯富珍（女）、陈永川、陈再方、陈荣书、武献华、林安（黎族）、林建岳、林淑仪（女）、林毅夫、欧阳明高、欧阳泽华、尚勋武、尚福林、罗志军、帕松列龙庄勐（傣族）、周然、周汉民、周安达源、周忠和、周树春、周祖翼、周健民、周慕冰、郑兰荪、郑永飞、郑建闽、郑跃文（2022年3月免职）、学诚（2018年11月辞职）、房兴耀、房建国、赵雯（女）、赵东花（女）、赵雨森、赵振铣、赵家军、郝远（2021年3月辞职）、胡刚、胡四一、胡国珍（女，侗族）、胡定旭、胡晓炼（女）、南存辉、修福金、侯贺华、饶子和、姜大明、姜建初、洪捷序、洪慧民、姚爱兴、贺旻（女）、秦卫江、秦博勇（女）、珠康·土登克珠（藏族）、班禅额尔德尼·确吉杰布（藏族）、袁亚湘、袁贵仁、耿惠昌、聂卫国、贾楠（女）、贾庆国、夏涛、钱克明、徐平、徐晓、徐涛、徐乐江、高峰（民建界）、高峰（宗教界）、高小玫（女）、高体健、高鸿钧、郭庚茂、郭跃进、席南华、唐云舒（瑶族）、唐英年、陶智（满族）、陶凯元（女）、桑顶·多吉帕姆·德庆曲珍（女，藏族）、黄荣、黄艳（女）、黄震、黄丹华（女）、黄丽云（女，傣族）、黄宗洪、黄润秋、黄榜泉（布依族）、黄璐瑜、曹小红（女，回族）、曹卫星、曹培玺、戚建国、常兆华、麻建国（苗族）、康耀红、梁华、梁静（女）、斯泽夫、葛红林、董恒宇、董新光、蒋平安、蒋作君、程红（女）、傅先伟（2018年8月逝世）、傅育宁、傅惠民、焦红（女）、舒红兵、舒晓琴（女）、温思美、谢茹（女）、谢伏瞻、谢尚果（壮族）、强卫、楼继伟、裘援平（女）、赖明、甄贞（女）、解学智、蔡威、蔡其华（女）、蔡冠深、廖泽云、谭铁牛、谭锦球、黎昌晋、潘立刚、潘碧灵（土家族）、薛卫民、穆占英、穆铁礼甫·哈斯木（维吾尔族）、磨长英（女）

## 历次全体会议列表
| 次数 | 起末时间                      | 议程 | 来源                 |
| --- | ----------------------------- | --- | -------------------- |
| | 2018年3月3日 2018年3月15日    | 中国人民政治协商会议第十三届全国委员会第一次会议 | [ 2 ]                |
| 一、听取和审议政协全国委员会常务委员会工作报告 二、听取和审议政协全国委员会常务委员会关于提案工作情况的报告 三、列席第十三届全国人民代表大会第一次会议，听取并讨论政府工作报告及其他有关报告，讨论宪法修正案草案和监察法草案等 四、审议通过中国人民政治协商会议章程修正案 五、选举政协第十三届全国委员会主席、副主席、秘书长、常务委员 六、审议通过政协第十三届全国委员会第一次会议政治决议 七、审议通过政协第十三届全国委员会第一次会议关于常务委员会工作报告的决议 八、审议通过政协第十三届全国委员会第一次会议提案审查委员会关于政协十三届一次会议提案审查情况的报告                            | 2018年3月3日 2018年3月15日    | | [ 2 ]                |
| 第一次 | 2018年3月15日 2018年3月16日   | 审议通过政协第十三届全国委员会常务委员会第一次会议议程 听取关于政协第十三届全国委员会常务委员会关于设置专门委员会的决定（草案）的说明 听取关于政协第十三届全国委员会各专门委员会主任、副主任名单（草案）的说明 审议通过政协第十三届全国委员会常务委员会关于设置专门委员会的决定，决定设置提案委员会、经济委员会、农业和农村委员会、人口资源环境委员会、教科卫体委员会、社会和法制委员会、民族和宗教委员会、港澳台侨委员会、外事委员会、文化文史和学习委员会十个专门委员会 审议通过政协第十三届全国委员会副秘书长任命名单和各专门委员会主任、副主任名单 | [ 3 ] [ 4 ]          |
| 第二次 | 2018年6月25日 2018年6月27日   | 围绕“解决深度贫困地区脱贫问题”协商建言 | [ 5 ] [ 6 ] [ 7 ]    |
| 第三次 | 2018年8月20日 2018年8月22日   | 围绕“污染防治中存在的问题和建议”建言资政 审议通过修订后的政协全国委员会全体会议工作规则、常务委员会工作规则和委员履职工作规则 | [ 8 ] [ 9 ] [ 10 ]   |
| 第四次 | 2018年11月28日 2018年11月29日 | 学习贯彻习近平总书记关于人民政协工作的讲话精神，加强和改进政协工作，迎接人民政协成立70周年 审议通过修订后的政协全国委员会专门委员会通则、政协全国委员会提案工作条例 | [ 11 ] [ 12 ]        |
| 第五次 | 2019年2月28日 2019年3月1日    | 审议通过关于召开政协第十三届全国委员会第二次会议的决定 听取关于政协全国委员会常务委员会工作报告（草案）起草情况的说明，政协全国委员会常务委员会关于政协十三届一次会议以来提案工作情况的报告（草案）起草情况的说明 听取政协第十三届全国委员会各专门委员会2018年工作情况汇报，以及有关人事事项的说明 审议通过全国政协十三届二次会议议程（草案）和日程 通过政协常委会工作报告和关于提案工作情况的报告 审议通过全国政协十三届二次会议秘书长、副秘书长名单                                                                                                  | [ 13 ] [ 14 ]        |
| | 2019年3月3日 2019年3月13日    | 中国人民政治协商会议第十三届全国委员会第二次会议 | [ 15 ]               |
| 一、听取和审议政协全国委员会常务委员会工作报告 二、听取和审议政协全国委员会常务委员会关于政协十三届一次会议以来提案工作情况的报告 三、列席第十三届全国人民代表大会第二次会议，听取并讨论政府工作报告及其他有关报告，讨论外商投资法草案 四、审议通过政协第十三届全国委员会第二次会议政治决议 五、审议通过政协第十三届全国委员会第二次会议关于常务委员会工作报告的决议 六、审议通过政协第十三届全国委员会提案委员会关于政协十三届二次会议提案审查情况的报告 | 2019年3月3日 2019年3月13日    | | [ 15 ]               |
| 第六次 | 2019年3月12日                 | 通过全国政协十三届二次会议关于常务委员会工作报告的决议（草案） 通过政协第十三届全国委员会提案委员会关于政协十三届二次会议提案审查情况的报告（草案） 通过全国政协十三届二次会议政治决议（草案） | [ 16 ]               |
| 第七次 | 2019年6月17日 2019年6月19日   | 围绕“推动制造业高质量发展”协商建言 | [ 17 ] [ 18 ] [ 19 ] |
| 第八次 | 2019年8月26日 2019年8月28日   | 围绕“办好人民满意的教育”协商议政 | [ 20 ] [ 21 ]        |
| 第九次 | 2019年11月5日 2019年11月7日   | 学习贯彻中共十九届四中全会精神 研究贯彻中央政协工作会议精神 |                      |
| 第十次 | 2020年5月18日 2020年5月19日   | 审议通过关于召开政协第十三届全国委员会第三次会议的决定 听取关于政协全国委员会常务委员会工作报告（草案）、常务委员会关于政协十三届二次会议以来提案工作情况的报告（草案）起草情况的说明 审议通过全国政协十三届三次会议议程（草案）和日程，全国政协十三届三次会议秘书长、副秘书长名单，全国政协常委会工作报告和关于提案工作情况的报告 | [ 22 ] [ 23 ]        |
| | 2020年5月21日 2020年5月27日   | 中国人民政治协商会议第十三届全国委员会第三次会议 | [ 24 ]               |
| 一、听取和审议政协全国委员会常务委员会工作报告 二、听取和审议政协全国委员会常务委员会关于政协十三届二次会议以来提案工作情况的报告 三、列席第十三届全国人民代表大会第三次会议，听取并讨论政府工作报告及其他有关报告，讨论民法典草案 四、审议通过政协第十三届全国委员会第三次会议政治决议 五、审议通过政协第十三届全国委员会第三次会议关于常务委员会工作报告的决议 六、审议通过政协第十三届全国委员会提案委员会关于政协十三届三次会议提案审查情况的报告 七、补选政协第十三届全国委员会秘书长 | 2020年5月21日 2020年5月27日   | | [ 24 ]               |
| 第十一次 | 2020年5月27日                 | 通过政协第十三届全国委员会第三次会议补选秘书长选举办法、政协第十三届全国委员会补选秘书长候选人名单、政协第十三届全国委员会第三次会议关于常务委员会工作报告的决议（草案） 通过政协第十三届全国委员会提案委员会关于政协十三届三次会议提案审查情况的报告（草案） 通过政协第十三届全国委员会第三次会议政治决议（草案）。 | [ 25 ]               |
| 第十二次 | 2020年6月22日 2021年6月24日   | 围绕“高质量打赢脱贫攻坚战，建立解决相对贫困长效机制”协商议政。 | [ 26 ] [ 27 ] [ 28 ] |
| 第十三次 | 2020年8月25日 2021年8月27日   | 围绕“制定国民经济和社会发展‘十四五’规划”协商议政 书面审议全国政协主席会议关于2020年上半年工作情况的报告 | [ 29 ] [ 30 ] [ 31 ] |
| 第十四次 | 2020年11月9日 2021年11月11日  | 学习贯彻中共十九届五中全会精神 审议通过关于举办辛亥革命110周年纪念活动的决定 审议通过全国政协关于强化政协委员责任担当的意见 审议通过修订后的政协全国委员会专门委员会通则 | [ 32 ] [ 33 ] [ 34 ] |
| 第十五次 | 2021年3月1日 2021年3月2日     | 审议通过关于召开政协第十三届全国委员会第四次会议的决定 听取关于政协全国委员会常务委员会工作报告（草案）、常务委员会关于政协十三届三次会议以来提案工作情况的报告（草案）起草情况的说明 审议通过全国政协十三届四次会议议程（草案）和日程，全国政协常委会工作报告和关于提案工作情况的报告，政协全国委员会协商工作规则等 听取关于政协全国委员会协商工作规则（草案）起草情况的说明、政协第十三届全国委员会各专门委员会2020年工作情况的汇报，以及有关人事事项的说明                                                                                          | [ 35 ] [ 36 ]        |
| | 2021年3月4日 2021年3月10日    | 中国人民政治协商会议第十三届全国委员会第四次会议 | [ 37 ]               |
| 一、听取和审议政协全国委员会常务委员会工作报告 二、听取和审议政协全国委员会常务委员会关于政协十三届三次会议以来提案工作情况的报告 三、列席第十三届全国人民代表大会第四次会议，听取并讨论政府工作报告及其他有关报告，讨论国民经济和社会发展第十四个五年规划和2035年远景目标纲要草案 四、审议通过政协第十三届全国委员会第四次会议政治决议 五、审议通过政协第十三届全国委员会第四次会议关于常务委员会工作报告的决议 六、审议通过政协第十三届全国委员会第四次会议关于政协十三届三次会议以来提案工作情况报告的决议 七、审议通过政协第十三届全国委员会提案委员会关于政协十三届四次会议提案审查情况的报告 | 2021年3月4日 2021年3月10日    | | [ 37 ]               |
| 第十六次 | 2021年3月10日                 | 通过政协第十三届全国委员会第四次会议关于常务委员会工作报告的决议（草案） 通过政协第十三届全国委员会第四次会议关于政协十三届三次会议以来提案工作情况报告的决议（草案） 通过政协第十三届全国委员会提案委员会关于政协十三届四次会议提案审查情况的报告（草案） 通过政协第十三届全国委员会第四次会议政治决议（草案） | [ 38 ]               |
| 第十七次 | 2021年6月21日 2021年6月23日   | 围绕“推进‘十四五’规划落实，着力构建新发展格局”协商议政。 | [ 39 ] [ 40 ] [ 41 ] |
| 第十八次 | 2021年8月30日 2021年9月1日    | 围绕“建设更高水平的平安中国”协商议政。 | [ 42 ] [ 43 ] [ 44 ] |
| 第十九次 | 2021年11月22日 2021年11月24日 | 学习贯彻中共十九届六中全会精神 | [ 45 ] [ 46 ] [ 47 ] |
| 第二十次 | 2022年3月1日 2022年3月2日     | 通过关于召开政协第十三届全国委员会第五次会议的决定 听取关于政协全国委员会常务委员会工作报告（草案）、常务委员会关于政协十三届四次会议以来提案工作情况的报告（草案）起草情况的说明和有关人事事项的说明 听取政协第十三届全国委员会各专门委员会2021年工作情况的汇报等 通过全国政协十三届五次会议议程（草案）和日程、全国政协常委会工作报告和关于提案工作情况的报告、全国政协十三届五次会议秘书长和副秘书长名单 | [ 48 ] [ 49 ]        |
| | 2022年3月4日 2022年3月10日    | 中国人民政治协商会议第十三届全国委员会第五次会议 | [ 50 ]               |
| 一、听取和审议政协全国委员会常务委员会工作报告 二、听取和审议政协全国委员会常务委员会关于政协十三届四次会议以来提案工作情况的报告 三、列席第十三届全国人民代表大会第五次会议，听取并讨论政府工作报告及其他有关报告 四、审议通过政协第十三届全国委员会第五次会议政治决议 五、审议通过政协第十三届全国委员会第五次会议关于常务委员会工作报告的决议 六、审议通过政协第十三届全国委员会第五次会议关于政协十三届四次会议以来提案工作情况报告的决议 七、审议通过政协第十三届全国委员会提案委员会关于政协十三届五次会议提案审查情况的报告                                                                 | 2022年3月4日 2022年3月10日    | | [ 50 ]               |
| 第二十一次 | 2022年3月9日                  | 听取全国政协十三届五次会议有关文件草案讨论和修改情况的汇报 通过政协第十三届全国委员会第五次会议关于常务委员会工作报告的决议（草案） 通过政协第十三届全国委员会第五次会议关于政协十三届四次会议以来提案工作情况报告的决议（草案） 通过政协第十三届全国委员会提案委员会关于政协十三届五次会议提案审查情况的报告（草案） 通过政协第十三届全国委员会第五次会议政治决议（草案） | [ 51 ]               |
| 第二十二次 | 2022年6月20日 2022年6月22日   | 围绕“统筹推进绿色低碳高质量发展”协商议政。 | [ 52 ] [ 53 ] [ 54 ] |
| 第二十三次 | 2022年8月22日 2022年8月24日   | 围绕“坚持实施就业优先政策”协商议政。 | [ 55 ] [ 56 ] [ 57 ] |
| 第二十四次 | 2022年10月31日 2022年11月2日  | 学习贯彻中共二十大精神。 | [ 58 ] [ 59 ] [ 60 ] |
| 第二十五次 | 2023年1月15日 2023年1月17日   | 审议通过关于召开政协第十四届全国委员会第一次会议的决定 协商决定政协第十四届全国委员会参加单位、委员名额和委员人选名单 审议通过提交政协第十四届全国委员会第一次会议审议的政协全国委员会常务委员会工作报告、关于提案工作情况的报告 审议通过中国人民政治协商会议章程修正案（草案） 审议通过政协第十四届全国委员会第一次会议议程（草案）和日程（草案） 审议通过关于授权主席会议审议政协第十三届全国委员会常务委员会第二十五次会议未尽事宜的决定 听取政协第十三届全国委员会专门委员会工作情况的汇报等                                                       |                      |